# Idanha-a-Nova
Idanha-a-Nova és un municipi portuguès al districte de Castelo Branco, a la regió del Centre i a la subregió de Beira Interior Sul. L'any 2006 tenia 10.561 habitants. Es divideix en 17 freguesias. Limita al nord amb Penamacor, a l'est i sud amb Extremadura i a l'oest amb Castelo Branco i Fundão. El formen les freguesies d'Alcafozes, Aldeia de Santa Margarida, Idanha-a-Nova, Idanha-a-Velha,* Ladoeiro, Medelim, Monfortinho, Monsanto, Oledo, Penha Garcia, Proença-a-Velha, Rosmaninhal, Salvaterra do Extremo, São Miguel de Acha, Segura, Toulões i Zebreira.
| 1801 | 1849 | 1900  | 1930  | 1960  | 1991  | 2001  | 2004  |
| ---- | ---- | ----- | ----- | ----- | ----- | ----- | ----- |
| 3543 | 9844 | 23002 | 27998 | 30418 | 16101 | 11659 | 10929 |